# Gimme Danger. История Игги и The Stooges
Gimme Danger. История Игги и The Stooges — американский документальный фильм режиссёра Джима Джармуша о группе The Stooges. Премьера состоялась на Каннском кинофестивале в 2016 году. Выпущен 28 октября 2016 года Amazon Studios и Magnolia Pictures.
Фильм рассказывает историю группы The Stooges. Они появились в городе Анн-Арбор (США) в эпоху контркультурной революции и играла агрессивную смесь из жанров рок-н-ролл, блюз, R&B и джаз. Группа дала начало тому, что впоследствии назовут панком и альтернативным роком.

## Прокат фильма
- 19 мая 2016 — Мировая премьера на Каннском кнофестивале
- 8 сентября 2016 — Международный кинофестиваль в Торонто
- 5 октября 2016 — Кинофестиваль в Нью-Йорке
- 28 октября 2016 — Выход фильма в широкий прокат

## Саундтрек фильма
- Asthma Attack — The Stooges
- I Wanna Be Your Dog — The Stooges (Remastered LP Version)
- I Wanna Be Your Dog — The Stooges (Cale Mix)
- T.V. Eye — The Stooges
- L.A. Blues — The Stooges
- Cock In My Pocket — The Stooges
- Head On — The Stooges
- Gimme Danger — The Stooges, Iggy Pop
- No Fun2000 — The Stooges (Digital Remaster)
- Too Much Alcohol — J.B. Hutto And His Hawks
- The Leading Band — Эрл Хукер
- Out In The Streets — The Shangri-Las
- Dirt — The Stooges

## Награды и номинации
2016 — Золотой Глаз, Каннский кинофестиваль, номинация